# 无锡软件园

31°29′26″N 120°22′06″E / 31.49063°N 120.36825°E
无锡（国家）软件园，位于中华人民共和国江苏省无锡市新吴区，始建于1998年，是一个国家级软件园。

## 沿革
2004年9月被中华人民共和国科技部正式授牌认定为国家火炬计划软件产业基地。2007年正式创建，2014年12月四期建成并投用。目前拥有包括中科曙光全国投资规模最大的无锡城市云计算中心，国际最高标准T4级－中国电信国际数据中心，中国移动IDC数据中心和中国联通IDC数据中心（在建）等基础设施。无锡移动4G、无线网络等全覆盖；是江苏省三网融合试点园区，并在2015年1月获评无锡市软件名园。
无锡软件园（iPark）入围首批江苏省互联网产业园，也是无锡唯一入围的园区。主要从园区的产业聚集、配套服务、支持政策和创新资源聚集等四个方面进行综合考评，从全省40多家软件和信息服务产业园中选出10家。对于入围的园区，省经信委将在2015至2017年）给予园区滚动政策支持。

## 经济
2014年软件园总产值超200亿元、增速为100%，税收贡献增长70%，成为无锡增速最快、规模最大的专业园区。
2012年软件园新增培育产值规模5000万元以上新兴企业2家，超亿元1家，1—6月园区总产值达32亿元。

## 图库

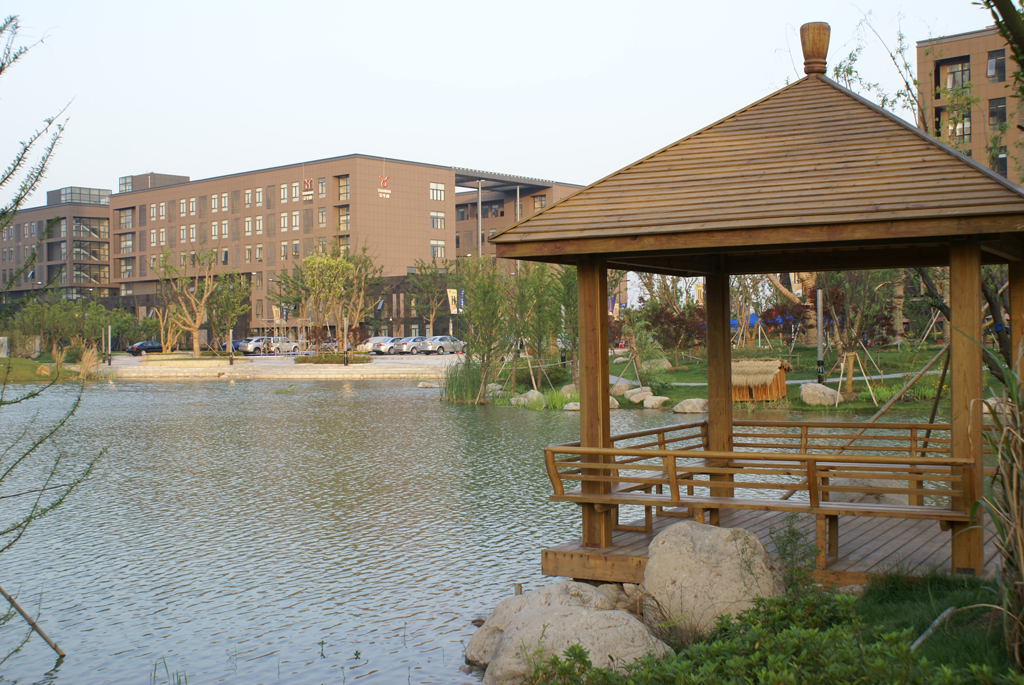
无锡软件园
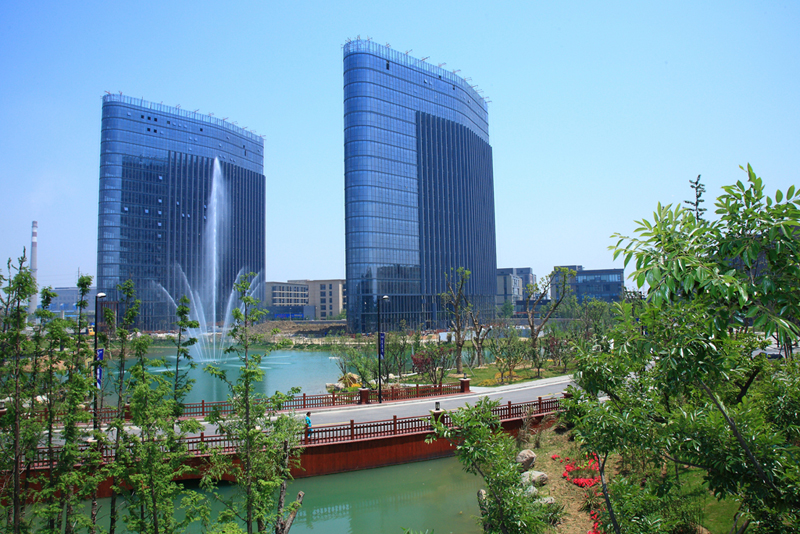
无锡软件园
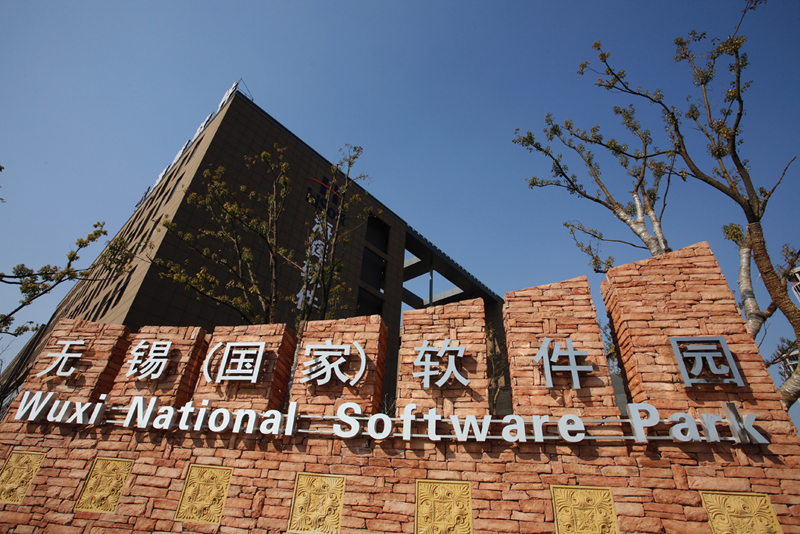
无锡软件园图示
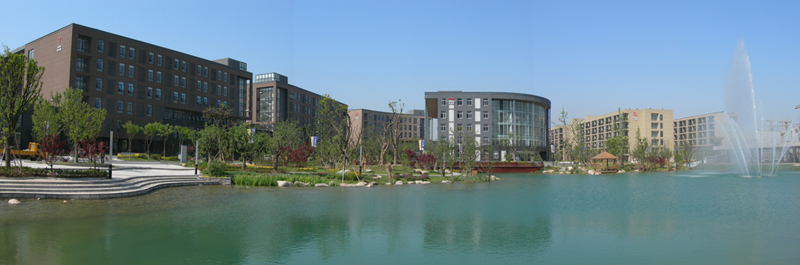
无锡软件园远景
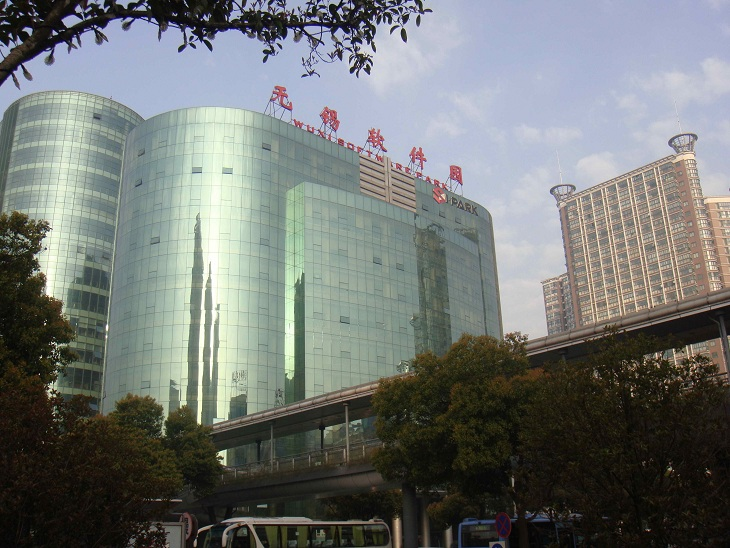
无锡软件园